# Hydropsyche maura
Hydropsyche maura is een schietmot uit de familie Hydropsychidae. De soort komt voor in het Palearctisch gebied.